# دونالد كينيدي
دونالد كينيدي (بالإنجليزية: Donald MacBeth Kennedy)‏ (و. 1884 – 1957 م) هو سياسي، من كندا، توفي في ألبرتا، عن عمر يناهز 73 عاماً.

## مناصب
تولى منصب عضو مجلس العموم الكندي، وعضو الجمعية التشريعية ألبرتا.